# Deivid Washington
Deivid Washington de Souza Eugênio (sinh ngày 5 tháng 6 năm 2005), đôi khi được gọi là Deivid Washington hoặc Deivid, là một cầu thủ bóng đá chuyên nghiệp người Brasil thi đấu ở vị trí tiền đạo cho câu lạc bộ Chelsea tại Premier League.

## Danh hiệu
Santos
- Campeonato Paulista Sub-20 [pt]: 2022